# ناديه كرو
ناديه كرو (بالإنجليزية: Nadia Crow)‏ هي صحفية أمريكية، ولدت في 1986 في فورت وورث في الولايات المتحدة.